# 宮內站 (廣島縣)
宮內站（日语：／ Miyauchi eki */?）是位於廣島縣廿日市市串戶二丁目15番15號，廣島電鐵的宮島線車站。車站編號為M34。

## 歷史
宮內站是在1925年（大正14年），宮島線廿日市町至地御前之間開通時開設的中間車站。車站在啟用時預定名為串戶站，後來在啟用時撤回該名稱。
在車站東北方300米處設有宮島線唯一隧道路段，隧道名為串戶隧道。在車站啟用當時，車站位於串戶隧道西出口附近（距離己斐町6M73C60L，大約等於11.1公里）。在太平洋戰爭下的1945年（昭和20年）春天，車站向西遷移400米至現在位置。在遷移後，車站南邊扇新開地區設有兵工場，這方便了乘客通勤前往該處，在戰爭期間，此站可作為了士兵出征之用。
- 1925年（大正14年）7月15日 - 宮島線廿日市町至地御前終點之間開通，此此啟用[7][8]。
- 1945年（昭和20年）春天 - 車站向西邊遷移0.4公里[7]。

## 車站構造
車站是一座地面車站，設有2面2線的相對式月台。從路線起點望向此站的左邊為廣電宮島口站方向的下行月台，右邊為廣電西廣島站方向的上行月台。各月台兩端設有平交道。

## 使用狀況
根據《廿日市市統計書》，在2018年度1日平均上落車人次（把使用人次總數除以當日的日數）為2,222人。
以下為此站近年上落車人次列表：
| 1日平均上落車人次變化 | 1日平均上落車人次變化 | 1日平均上落車人次變化 |
| 年度                  | 上落車人次            | 參考資料              |
| --------------------- | --------------------- | --------------------- |
| 1994年度              | 3,600                 |                       |
| 1995年度              | 3,470                 |                       |
| 1996年度              | 4,003                 |                       |
| 1997年度              | 4,182                 |                       |
| 1998年度              | 3,577                 | [ 使用人次 2 ]        |
| 1999年度              | 3,405                 | [ 使用人次 2 ]        |
| 2000年度              | 3,281                 | [ 使用人次 2 ]        |
| 2001年度              | 3,374                 | [ 使用人次 2 ]        |
| 2002年度              | 3,303                 | [ 使用人次 2 ]        |
| 2003年度              | 3,262                 | [ 使用人次 2 ]        |
| 2004年度              | 3,106                 | [ 使用人次 2 ]        |
| 2005年度              | 3,109                 | [ 使用人次 3 ]        |
| 2006年度              | 3,136                 | [ 使用人次 4 ]        |
| 2007年度              | 3,154                 | [ 使用人次 5 ]        |
| 2008年度              | 2,918                 | [ 使用人次 6 ]        |
| 2009年度              | 2,700                 | [ 使用人次 7 ]        |
| 2010年度              | 2,725                 | [ 使用人次 8 ]        |
| 2011年度              | 2,736                 | [ 使用人次 9 ]        |
| 2012年度              | 2,631                 | [ 使用人次 10 ]       |
| 2013年度              | 2,567                 | [ 使用人次 11 ]       |
| 2014年度              | 2,575                 | [ 使用人次 12 ]       |
| 2015年度              | 2,523                 | [ 使用人次 13 ]       |
| 2016年度              | 2,360                 | [ 使用人次 14 ]       |
| 2017年度              | 2,286                 | [ 使用人次 15 ]       |
| 2018年度              | 2,222                 | [ 使用人次 1 ]        |

## 車站周邊
車站前沒有停車場或巴士總站。車站西邊設有大型住宅區，車站東邊設有國道2號。於國道附近設有商店。
從車站向西北方步行3分鐘即可到達西日本旅客鐵道（JR西日本）山陽本線宮內串戶站。
- 山口銀行廿日市分店
- Hello Work廿日市
- 廿日市消防署
- 廿日市淨化中心
- 串戶港

## 相鄰車站
廣島電鐵
■宮島線
廿日市市役所前（M33）－宮內（M34）－JA廣島醫院前（M35）

## 注腳

### 使用狀況
1. 1 2  《廿日市市統計書》2020年版
2. 1 2 3 4 5 6 7  《廿日市市統計書》2006年版
3. ↑  《廿日市市統計書》2007年版
4. ↑  《廿日市市統計書》2008年版
5. ↑  《廿日市市統計書》2009年版
6. ↑  《廿日市市統計書》2010年版
7. ↑  《廿日市市統計書》2011年版
8. ↑  《廿日市市統計書》2012年版
9. ↑  《廿日市市統計書》2013年版
10. ↑  《廿日市市統計書》2014年版
11. ↑  《廿日市市統計書》2015年版
12. ↑  《廿日市市統計書》2016年版
13. ↑  《廿日市市統計書》2017年版
14. ↑  《廿日市市統計書》2018年版
15. ↑  《廿日市市統計書》2019年版

## 外部連結
- 宮內 | 電車情報：電停指南 （页面存档备份，存于）（日語） - 廣島電鐵